# Chief Keef
Chief Keef (справжнє ім'я Кіт Фаррел Козарт, англ. Keith Farrelle Cozart) — американський репер і хіп-хоп продюсер. Має власні лейбли 43B та Glo Gang. Є піонером дрилу, сильно вплинув на мамблреп і хіп-хоп загалом.

## Життєпис

### Ранні роки (1995—2010)
Кейт Козарт народився в Чикаго, штат Іллінойс, і виріс в Інґлвуді, одному з найнебезпечніших районів південної частини міста. На той час його неодруженій матері, Лоліті Картер, було 15. Кіф отримав своє ім'я на честь померлого дядька, Кіта Картера, також відомого як Big Keef. Зростання минуло в Parkway Garden Homes (також відомий як O'Block), що в нейборгуді Вошинґтон-Парк у південній частині міста, оплоті вуличної банди Black Disciples, членом якої був Chief Keef.
Козарт жив окремо від свого біологічного батька, Альфонсо Козарта, з однорічного віку. Опікуном неповнолітнього була його бабуся, з якою той мешкав разом у Чикаго. Почав читати реп у 5 років, використовуючи материне караоке й чисті касети для запису музики. Козарт відвідував початкову школу Даллеса та денну корекційну школу Баннера. Кинув середню школу Даєтта у 15 років.

### 2011–2013

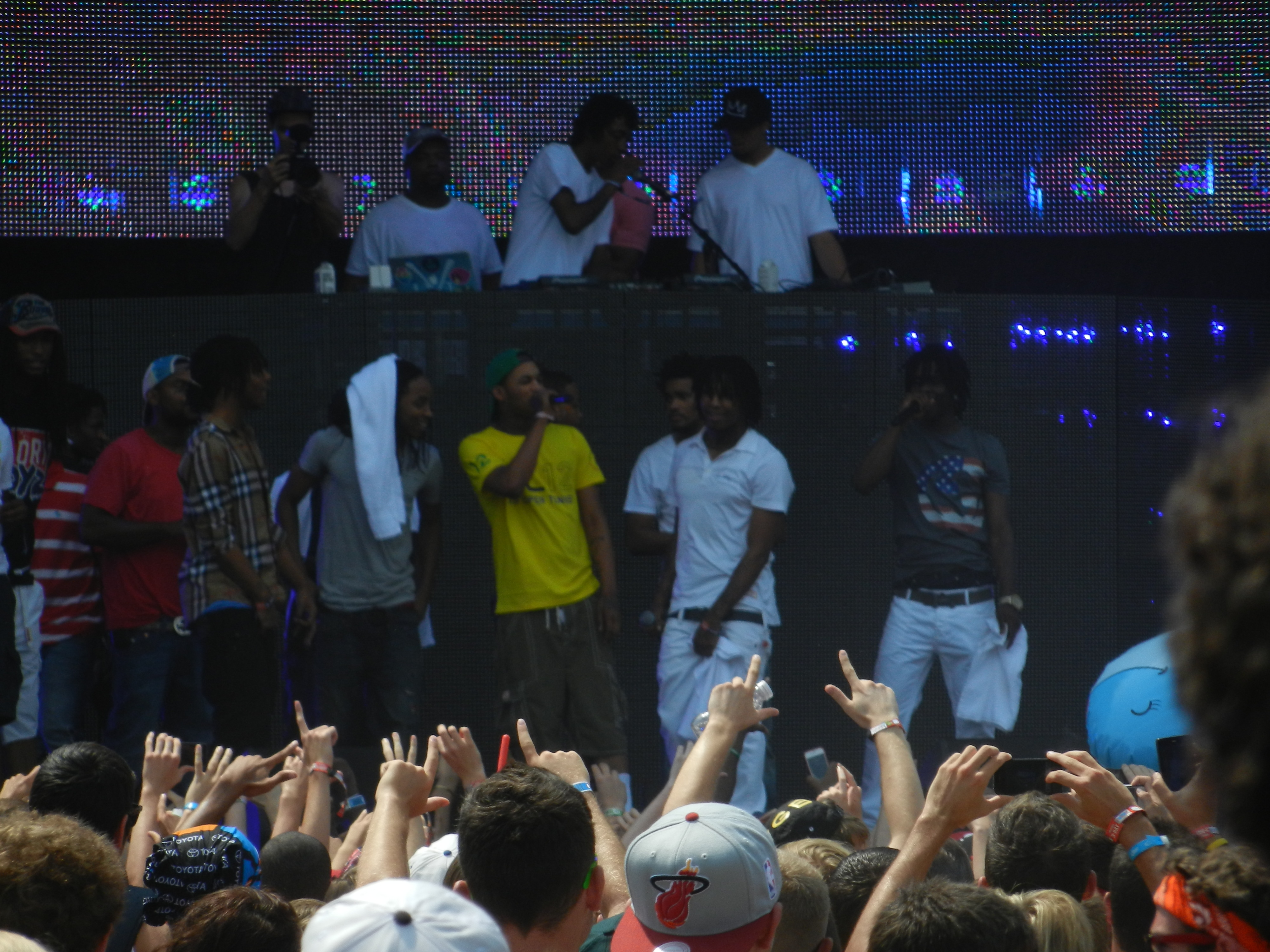
Chief Keef (крайній праворуч, у сірому) на Lollapalooza 2012

Chief Keef познайомився з японським продюсером-іммігрантом, DJ Kenn, завдяки своєму дядькові. DJ Kenn працював із репером над багатьма його ранніми творами.
2011 року Кіф уперше привернув увагу місцевої громади Південного Чикаго мікстейпами, The Glory Road і Bang. У грудні Козарт здійснив постріли з Pontiac Grand Prix недалеко від Вошинґтон-Парк. Прибула поліція заарештувала репера. Його звинуватили в незаконному використанні зброї за обтяжливих обставин. Кіфа помістили під 30-денний домашній арешт у бабусиному будинку, подовживши його потім ще на 30 діб. На той час репер уже мав місцеву популярність, більшістю фанів були учні середньої школи. Перебуваючи під домашнім арештом, Козарт вивантажив на YouTube кілька відео. Ці кліпи, особливо «I Don't Like», стали проривом чиказького піджанру хіп-хопу, дрилу. Помітивши це, Каньє Вест, Pusha T, Jadakiss і Big Sean записали ремікс на  «I Don't Like». Як вислід Кіф, «несподівано виринув з темряви».
Улітку 2012 року за Chief Keef розгорнулася гостра боротьба між лейблами, охочими підписати з ним контракт, серед яких був і лейбл Young Jeezy CTE World. Зрештою укладено контракт з Interscope Records. Угода коштувала $6 млн за випуск трьох альбомів та додатковий аванс у $440 тис. на заснування власного лейблу Glory Boyz Entertainment (GBE). Угода надавала право Interscope розірвати контракт, якщо дебютний альбом не розійдеться накладом у 250 тис. копій до грудня 2013 року. 18 грудня 2012 року вийшла перша платівка, Finally Rich.
7 липня 2012 Chief Keef оголосили учасником музичного фесту Lollapalooza 2012 р. 26 березня 2013 з'явилась інформація, що Кіф стане частиною «2013 Freshman Class» за версією журналу XXL. 8 травня 2013 Gucci Mane твітнув про приєднання виконавця до 1017 Records. Козарт узяв участь у записі «Hold My Liquor», п'ятого треку з Yeezus, альбому Каньє Веста, виданого 18 червня 2013. Після тюремного терміну в жовтні 2013 року Козарт почав працювати над другим студійним альбомом та біографічною стрічкою.

### 2014—2016
2014 року репер став експериментувати з продакшеном своєї музики. У січні оголосив роботу над Bang 3. Того ж місяця висловив невдоволення Bang, Part 2 й Almighty So, пояснивши все ліновою залежністю та поганим зведенням.
У жовтні 2014 року Козарт полишив Interscope. 31 жовтня видали Back from the Dead 2, репер спродюсував 16 пісень із 20. У 2015 році трек «Faneto» із цього мікстейпу почав повільно здобувати популярність серед люду.
2015 року укладено контракт із лейблом FilmOn Music, що належав грецькому мільярдерові Елкі Девід. Пізніше Кіф назвав свого сина Сно ФілмОн Дот Ком Козартом для просування Bang 3, але лейбл пізніше відкликав дозвіл на ім'я.
11 липня 2015 року 22-річного Capo (справжнє ім'я: Марвін Карр), давнього підписанта лейблу Козарта Glo Gang, застрелили з авта в Чикаго. Покидаючи місце злочину, водій автівки вдарив коляску з 13-місячним Ділланом Гаррісом, дитина померла відразу. Кіф пізніше твітнув про майбутній безоплатний благодійний концерт пам'яті Capo, закликавши відвідувачів пожертвувати гроші родині Гарріса. Крім того, репер сповістив про створення фундації «Зупинимо насильство зараз», аби знизити злочинність у Чикаго. Через ордери на арешт у штаті Іллінойс Козарт запланував з'явитись у вигляді голограми з павільйону звукозапису в Беверлі-Гіллз.
Концерт, організований HologramUSA та FilmOn Music, спочатку мав відбутися в театрі Редмун. Сталася низка перенесень після заяв адміністрації міського голови Чикаго Рама Емануеля, направлених проти Кіфа. Представники Козарта домовилися з промоутерами фестивалю Крейз у Геммонді, штат Індіана, що по сусідству з Іллінойсом. Після закликів зупинити насильство голограма репера встигла виконати лише одну пісню («I Don't Like»). Побоюючись, що концерт стане загрозою громадській безпеці, міський голова Геммонда Томас МакДермотт-молодший наказав поліції вимкнути генератори, які живили голограму.
У листопаді контракт із FilmOn призупинено через проблеми між Кіфовим менеджментом та лейблом. Наступного місяця FilmOn подали до суду на менеджмент та продюсерів Кіфа за несанкціонований випуск музики.

### 2016–дотепер
У березні 2016 року Chief Keef твітнув, що він іде з репу. Ця заява з'явилася, коли темп виходу нових записів сповільнився. Пізніше того ж року він з'явився на пісні Machine Gun Kelly «Young Man».
У січні 2017 року вийшов мікстейп Two Zero One Seven. Chief Keef приєднався до довгого ряду реперів, зокрема Jay-Z, Лупе Фіаско, Eminem та Нікі Мінаж, які попри заяви про залишення репу повернулися до створення музики. За період 2017-2020 років видано 18 мікстейпів та 3 мініальбоми.
У березні 2020 року спродюсована Кіфом «Chrome Heart Tags» потрапила до другого студійного альбому Lil Uzi Vert Eternal Atake. Пізніше Chief Keef з'явився як виконавець на «Bean (Kobe)» з платівки Lil Uzi Vert vs. the World 2. Трек став його найвищою піснею в чарті Billboard Hot 100, посівши 19-ту сходинку.
2024 року випущено п'ятий студійний альбом Almighty So 2, що дебютував на 30-му місці Billboard 200, ставши найкращим вислідом репера із часів Finally Rich (2012).

## Лейбли
У ранні роки, до 2009 року, DooWop, його брат, племінник та Кіф мали лейбл Bang Bang Flintstone Gang.

### Glory Boyz Entertainment
Кіф разом зі своїм менеджером Рованом Мануелем володіли по 40% акцій GBE. Двоюрідний брат Козарта Фредо Сантана, дядько Алонзо Картер і Ентоні Г. Дейд мали решту 20%. Після випуску Finally Rich у грудні 2012 року, лейбл мав випустити альбом Lil Reese у наступні місяці та різні мікстейпи. 3 січня 2014 року Chief Keef заявив про припинення існування лейблу Glory Boyz Entertainment і створення нового, Glo Gang. За всю історію за підтримки GBE виходили лише мікстейпи.
Колишні виконавці
- Chief Keef
- Lil Reese
- SD
- Фредо Сантана (пом.)
- Tadoe
- Ballout
- Джіно Марлі
- Трей Севідж (пом.)
- Blood Money (пом.)

Колишні продюсери
- Young Chop
- 12 Hunna
- DJ Kenn

### Glo Gang
JusGlo — молодший брат Фредо Сантани. Цифрові релізи також виходять на DIGIGLO.
Теперішні виконавці
- Chief Keef (43B/Glo Gang)
- Ballout
- Бенджі Фло[49]
- JusGlo
- SmokeCamp Chino
- Lil Flash
- Tadoe
- DooWop

Колишні виконавці
- Blood Money (пом.)
- Capo (пом.)
- Lucki
- Tray Savage (пом.)
- Snap Dogg
- Rocaine

### 43B
6 червня 2022 року в рамках партнерства з RBC Records і BMG Rights Management Chief Keef оголосив заснування лейблу 43B, також відомого як Forget Everybody, та його першого підписанта Lil Gnar.
«43B був предметом моєї пристрасті вже понад рік, і я готовий запропонувати артистам, що змінюють правила гри, лейбл, на якому вони дійсно можуть досягти успіху. Я був незалежним майже 10 років, тож хочу передати свої знання про індустрію артистам, які змінюють культуру, щоб ті могли піднятися на вершину».— Chief Keef

## Вплив
Багато публікацій називають Chief Keef дуже впливовою фігурою в сучасному хіп-хопі, як за його музичний стиль, так і за гангстерський імідж. Його мелодійний стиль репу та характерне нерозбірливе виконання текстів називають каталізатором успіху чиказького (оригінального) дрилу та мамблрепу, а також впливом на велику кількість сучасних виконавців, зокрема: 21 Savage, YoungBoy Never Broke Again, Lil Uzi Vert, Playboi Carti, Lil Pump, XXXTentacion, Ski Mask the Slump God, Trippie Redd, Juice Wrld, Polo G, Tay-K та навіть поп-артистів як Doja Cat і Біллі Айліш. На додачу, активне використання едлібів, зокрема слова «aye», як значної частини пісні, мало значний вплив на піджанр Soundcloud-реп та виконавців, які з нього вийшли.
У 2023 році боксер Джервонта Девіс вийшов під Кіфову «Love Sosa» на бій проти Раяна Ґарсії.
Козарту приписують популяризацію фрази «glow up». Йому також приписують популяризацію фрази «smoking [opps]», хоча текстове походження фрази приписують іншому чиказькому піонеру дрилу RondoNumbaNine — пісня «Hang wit Me» (2013). Chief Keef також популяризував сленговий термін «thot».

## Особисте життя
У 16 років уперше став батьком, через що мати доньки Кейден Кеш Козарт (прізвисько: Кей Кей) подала запит на виплату аліментів. У листопаді 2013 документи з аналізом ДНК показали, що Кіф був батьком 10-місячної Еріки Ерлі. Реперу присудили сплачувати аліменти. Матір дитини була старшою Кіфа на понад 20 років. У вересні 2014 Кіф повідомив про народження третьої дитини, свого першого сина, Крю Картера Козарта.
У травні 2015 року на Кіфа подала до суду інша жінка, яка стверджувала, що він є батьком її дитини. Позаяк Козарт не відреагував на вручені йому судові документи, його зобов'язали з'явитися до суду. Після того, як він цього не зробив, на його арешт видали судовий ордер. У серпні з'явилась новина про намір репера дати новонародженому сину Сно середнє ім'я ФілмОн Дот Ком на честь сайту FilmOn для промоції Bang 3. Втім, через суперечку щодо батьківства FilmOn Music відмовилися від ідеї.
Два двоюрідних брати, Фредо Сантана й Tadoe, були артистами його лейблу Glory Boyz Entertainment. 9 серпня 2012 року у Чикаго, в нейборгуді Інґлвуд застрелили двоюрідного брата Кіфа White White. 2 січня 2013 року застрелили його зведеного брата, а 9 квітня 2014 року в Інґлвуді — його двоюрідного брата, репера Blood Money (Big Glo). Останній підписав контракт з Interscope за 2 тижні до власної смерті. В інтерв'ю «Billboard» Козарт пояснив, як смерть Big Glo вплинула на його життя: «Коли це сталося, це був найбільший урок. Я зрозумів: „Я повинен подорослішати“».
Після виселення з будинку в Гайленд-Парку Козарт переїхав до Лос-Анджелеса. На думку репера, переїзд до Лос-Анджелеса пішов йому на користь. В інтерв'ю «Billboard» він розповів, що переїзд пішов на користь: «Я втік від усіх непотрібних проблем. Тут [у Лос-Анджелесі] краще, ніж у Чикаго, тому що я потрапляв у безліч неприємностей. Мені подобається жити тут. Я думаю, що це покращило мене. Це змінило мене і [надихнуло] взятися за щось більше». Виконавець став колекціонувати живопис, побачивши роботи шкільного вчителя мистецтв Білла да Бутчера, коли Кіф був у реабілітаційному центрі. Після знайомства той почав працювати над картинами особисто для Козарта.

### Проблеми із законом
27 січня 2011 року Кіфа затримали за звинуваченням у виробництві та розповсюдженні героїну. Бувши неповнолітнім правопорушником, Козарту присудили домашній арешт.
У грудні 2011 року Кіф пішов з будинку бабусі, прикриваючи руки на рівні пояса курткою. Поліціянт зупинив репера, аби розпитати. Той кинув куртку, показавши пістолет, і втік. Поліціянти переслідували 16-річного Козарта, який обернувся кілька разів і націлив на них пістолет. Копи стріляли зі зброї, однак промахнулися. Вони спіймали його за півкварталу, вилучивши заряджений пістолет. Кіфа звинуватили за трьома пунктами: нападом на поліціянта за обтяжливих обставин із застосуванням вогнепальної зброї, незаконному використанні зброї за обтяжливих обставин та опір арешту. Козарт просидів у центрі затримання неповнолітніх округу Кук, поки суддя не засудив його до домашнього арешту у будинку бабусі.
5 вересня 2012 року чиказька поліція повідомила Sun Times, що репера підозрюють у ймовірному зв'язку зі стріляниною, що спричинила загибель земляка, мешканця Інґлвуду, Джозефа «Lil JoJo» Коулмена. Заяву оприлюднили після глузливих твітів Козарта щодо смерті Lil JoJo. Репер пояснив це зламом його облікового запису. Мати Коулмена відкрито сказала, що Chief Keef заплатив за вбивство її сина. Через побоювання за свою безпеку Козарт покинув Чикаго.
17 жовтня 2012 року прокурори округу Кук попросили суддю відправити репера до виправної колонії за можливе порушення умовно-дострокового звільнення, доказом чого було відеоінтерв'ю для Pitchfork Media, яке відбулося в тирі, де він стріляв з вогнепальної зброї. Слухання, призначене спершу на 20 листопада, невдовзі перенесли на 28 січня 2013 року й потім — на 15 січня. Pitchfork Media наказали надати відеоматеріал інтерв'ю, котре ресурс видалив з вебсайту за 3 місяці до цього.
31 грудня 2012 року Козарту видали судову повістку на засідання в справі нового звинувачення у можливому порушенні умовно-дострокового звільнення. Прокурор стверджував, що виконавець не повідомив інспектора про зміну місця проживання. 2 січня 2013 року уддя виніс виправдальний вирок через відсутність достовірних доказів.
15 січня 2013 року репера взяли під варту. За два дні суддя постановив, що дії Козарта протягом зазначеного вище інтерв'ю були порушенням умовно-дострокового звільнення. Вирок — 2 місяці утримання у в'язниці для неповнолітніх з наданням опіки держави. 14 березня 2013 року Кіф вийшов на волю, відбувши весь термін.
17 січня 2013 року вашингтонська рекламна аґенція Team Major подала позов у розмірі $75 тис. За її словами, репер не з'явився на свій лондонський концерт в Indigo 02 Arena 29 грудня 2012 року. Жодних пояснень з боку Козарта чи його лейблу не надійшло. Репер проіґнорував позов. Суд зобов'язав його сплатити Team Major $230 019 через неявку.
20 травня репера заарештували в елітному готелі у Декальбі (Атланта, штат Джорджія) за публічне куріння марихуани та порушення громадського порядку. Репера звільнили того ж дня. Поліцію викликав охоронець, який зайшов до номера, щоб ліквідувати витік води.
28 травня у Чикаго Козарта заарештували за їзду в 110 миль/год в зоні з максимально дозволеною швидкістю 55 миль/год та перевищення кількості пасажирів у транспортному засобі. Пізніше його звільнили під заставу. 17 червня репер прийшов на засідання, його визнали винним. Виконавцю присудили сплатити $531 штрафу, 18 місяців випробувального терміну, 60 годин громадських робіт і пройти вибіркову перевірку на вживання наркотиків.
15 жовтня 2013 року Кіф сповістив про повернення до в'язниці, де він мав провести 20 діб. Причина: порушення випробувального терміну через позитивний вислід тесту на марихуану. 24 жовтня 2013 його звільнили за гарну поведінку. 6 листопада репер знову потрапив за ґрати через порушення випробувального терміну.
4 лютого 2014 року Kim Productions подали позов на відшкодування збитків у $26 тис., яких вони зазнали, коли Козарт не з'явився на RapCure, благодійному концерті, присвяченому проблемам раку грудей у Клівленді, штат Огайо, в червні 2013. У позові зазначено, Kim Productions заплатили йому завдаток у $15 тис. Концерт довелося скасувати.
5 березня артиста заарештували в Іллінойсі за нечинний номерний знак його 2010 Jeep Cherokee й керування автомобілем у стані інтоксикації марихуаною. Репера звільнили під заставу у $300. Козарта також звинуватили в їзді з призупиненим посвідченням та без доказів страхування. Це трапилося за менш ніж 2 тижні після того, як він вийшов з Вейвлентс Рікавері, приватної клініки в окрузі Орандж, штат Каліфорнія, де репер відбував 90-денний присуджений курс реабілітації після позитивного висліду тестування на марихуану, коли той перебував на випробувальному терміні у справі зі зброєю.
У червні 2014 року Кіфа виселили з його будинку в Гайленд-Парку. Хоча Бал Бансал, власник будинку, стверджував, що той був хорошим орендарем і виїхав з дому добровільно, поліція підтвердила, що то було виселення.
У січні 2017 року репера заарештували за ймовірне побиття й пограбування продюсера Ramsay tha Great. Той стверджував, що Козарт украв його годинник Rolex і направив на нього вогнепальну зброю. Ці звинувачення знято за браком доказів.
У червні 2017 року Кіфа заарештували в Південній Дакоті за куріння канабісу та зберігання наркотичних засобів. Наступного дня його відпустили під заставу. У квітні 2019 року репер визнав свою провину. Його засудили до умовного терміну.

## Контроверсії

### Хіп-хопові
У серпні 2012 в інтерв'ю балтиморській радіостанції 92Q Jams Лупе Фіаско заявив, що Chief Keef «лякає його» й назвав репера «бандитом» та наочним прикладом причини «швидкого зростання» рівня вбивств у Чикаго. 5 вересня виконавець пригрозив Лупе через свій Twitter-акаунт, пізніше повідомивши, що його зламали й відповідний твіт є несправжнім. 13 вересня Фіаско спробував примиритися з репером, оприлюднивши відеоінтерв'ю з поясненням своєї позиції.
У листопаді 2014 року між реп-гуртом Migos та членом Glo Gang Capo сталася сутичка в одному з ресторанів Чикаго. Пізніше Chief Keef виклав в Instagram зображення нібито вкраденого ланцюжка, що належав Quavo з Migos. Хоча цей інцидент загострив вже наявну напругу між членами обох таборів, ворогування припинилося. Quavo пізніше з'явився на Almighty So 2 (2024).
У травні 2018 року Кіфа втягнуто в конфлікт із 6ix9ine. Це сталося після домашнього насильства з боку Tadoe, що мав проблеми в стосунках із партнеркою, реперкою Cuban Doll, яка також підтримувала дружні стосунки із 6ix9ine. 6ix9ine задисив Кіфа та Lil Reese, виклавши в Instagram відео своєї напівромантичної відпустки на Гаваях із Cuban Doll, а також під'їхавши до старого нейборгуду Кіфа для глузів. 6ix9ine також зв'язався з Ереон Кларк, також відомою як Slim Danger, матір'ю одного із синів Кіфа, і записав, як він купує їй дизайнерський одяг, словесно насміхається над Кіфом, а згодом отримує від неї мінет.
8 травня 2018 року Trippie Redd виклав в Instagram пісню «I Kill People» з участю Chief Keef і Tadoe, дис на адресу 6ix9ine та Cuban Doll. 2 червня 2018 року в Кіфа стріляли біля «W Hotel» у Нью-Йорці. У нього не поцілили. Унаслідок інциденту ніхто не отримав ушкоджень. Через тривання ворожнечі 6ix9ine перебував під слідством поліції Нью-Йорка щодо можливої причетності до інциденту, попри те, що він у той час був у Лос-Анджелесі. У лютому 2019 року 6ix9ine визнав себе винним у замовленні вбивства Кіфа. Він запропонував своєму спільнику Кінтеа «Kooda B» Маккензі $20 тис., щоб той вистрілив у Козарта. Пізніше з'ясувалося, що 6ix9ine був інформатором уряду США, який допоміг заарештувати Kooda B та свого менеджера Кіфано «Shotti» Джордана.

### Кеті Перрі
21 травня 2013 поп-співачка Кеті Перрі заявила через Twitter, що їй не подобається пісня «Hate Bein' Sober». Козарт відповів кількома твітами, зазначивши, що вона може «відсмоктати» й натякнув на вихід дису. Конфлікт завершився вибаченнями з обох сторін.

### Instagram
15 вересня 2012 року Козарт виклав і невдовзі вилучив з Instagram світлину, на якій невідома дівчина робить йому мінет. Як наслідок, невдовзі його обліковий запис заблокували за порушення умов надання послуг. Репер створив іншу обліковку.

## Дискографія
Студійні альбоми
- Finally Rich (2012)
- Bang 3 (2015)
- Bang 3, Pt. 2 (2015)
- 4NEM (2021)
- Almighty So 2 (2024)